# Dirk Gellrich
Dirk Gellrich (* 12. September 1964 in Osnabrück) ist ein deutscher ehemaliger Fußballspieler und heutiger Trainer.

## Karriere
Der Abwehrspieler stammt aus Osnabrück, wo er in der Jugend für den VfR Voxtrup und ab 1981 für den VfL Osnabrück spielte. Gellrich wurde schnell zum Stammspieler in der Zweitligamannschaft der Osnabrücker und entwickelte sich dort zu einem wichtigen Stützpfeiler in der Abwehr. Für den VfL Osnabrück bestritt er 278 Spiele in der 2. Fußball-Bundesliga.
Im Sommer 1994 wechselte er ins Oldenburger Land zum Regionalligisten VfB Oldenburg, nachdem er in Osnabrück nur noch wenig spielte. Bei den Oldenburgern absolvierte er 29 Einsätze in der Regionalliga Nord, in denen er ein Tor erzielte.
Nach nur einer Saison verließ er die Oldenburger und schloss sich dem Ligakonkurrenten FC Gütersloh an, mit dem er direkt in seiner ersten Saison in die 2. Fußball-Bundesliga aufstieg. In der Zweitliga-Saison 1996/97 kam Dirk Gellrich sechsmal zum Einsatz, ehe er seine Karriere beendete.
Ab dem Jahr 2003 trainierte Gellrich den BSV Holzhausen. Nach 13 Jahren Zusammenarbeit trennte sich der BSV Holzhausen von ihm am Saisonende 2015/16.

## Erfolge
- Aufstieg in die 2. Fußball-Bundesliga 1996 mit dem FC Gütersloh